# Eumichtis intermedia
Eumichtis intermedia là một loài bướm đêm trong họ Noctuidae.